# Якутия (ледокол)
«Якутия» — российский атомный ледокол проекта 22220 (ЛК-60Я). Был заложен под строительным номером 05709 на Балтийском заводе 26 мая 2020 года, в 164-й день рождения завода.
Стоимость строительства ледокола оценивают приблизительно в 51 миллиард рублей. По традиции, ледокол был назван в честь региона, примыкающего к Севморпути. Впервые строительство ледокола осуществлялось по схеме смешанного финансирования. Объём работ оценили в 6,5 миллионов часов.
«Якутия» станет четвёртым ледоколом проекта 22220. Планируемая дата сдачи корабля — декабрь 2024 года. Ожидаемый срок эксплуатации 40 лет. Заказчиком работ выступает ФГУП «Атомфлот», входящий в Росатом.
По данным проектировщика ПАО ЦКБ «Айсберг»: габаритная длина — 172,7 м, минимальная рабочая осадка — 9,03 м.

## Строительство
Контракт на строительство двух ледоколов, «Якутия» и «Чукотка», был заключён в августе 2019 года. Стоимость контракта оценили в 100 миллиардов рублей. В январе 2020 начали резать металл для создания секций. Ледокол был заложен на стапеле «А», 20-26 мая 2020 года на Балтийском заводе в Санкт-Петербурге в день рождения завода. Церемонию закладки открыл заместитель гендиректора «Росатома», директор дирекции Северного морского пути Вячеслав Рукша. На церемонии закладки прикрепили табличку с названием ледокола к закладной части корабля. Освящение будущего строительства провёл представитель Николо-Богоявленского Морского Собора.
| «                                                  | Реализация таких грандиозных проектов Балтийского завода невозможна без его уникального коллектива – преданных своему делу профессионалов, которыми гордится не только наш город, но и вся страна | » |
| — Эдуард Батанов, вице-губернатор Санкт-Петербурга | |   |

Чести закрепить табличку удостоились Вячеслав Рукша, постоянный представитель Республики Саха (Якутия) при Президенте Российской Федерации Андрей Федотов, вице-губернатор Санкт-Петербурга Эдуард Батанов и директор Департамента гражданского судостроения ОСК, председатель Совета директоров АО «Балтийский завод» Игорь Шакало. В республике Якутия день закладки посчитали праздничным. На церемонии прозвучали поздравления переданные от Айсена Николаева, главы республики Якутия.
Объём работ по строительству оценили в 6,5 миллионов человеко-часов. Стоимость строительства ледокола оценили в 51 млрд рублей, три четверти суммы отойдёт подрядчикам и поставщикам — ОКБМ имени И. И. Африкантова, Кировскому заводу, «Электрорадиоавтоматике» и др. Численность рабочих на первом этапе достигает 1 тысячи человек. В июле производилась закупка металла, стали марок PCD500W, PCE500W, РСF500W.
В ноябре уже шло изготовление секций и формирование корпуса на стапеле, изготовление и монтаж труб общесудовых систем и систем энергетической установки, изготовление баков металловодной защиты. Начали организовывать мероприятия по погрузке и монтажу оборудования.
К декабрю 2020 года на предприятии «Киров-Энергомаш» был изготовлен турбонаддувочный агрегат ТНА-10 для системы пневмоомыва корпуса «Якутии». Это же предприятие строит паротурбинные установки 72 МВт (ПТУ-72), спроектированные для работы с новым реактором РИТМ-200, созданным для ледоколов проекта 22220.
В начале декабря в цехах Балтийского завода шло изготовление центрального отсека в котором будут размещаться реакторы, баков металловодной защиты и блоков биологической защиты. Конструкции необходимы для ослабления ионизирующего излучения активной зоны ядерного реактора. Установка реактора производится на последнем этапе. Начались работы по монтажу изготовленных на Балтийском заводе цистерн для жидких радиоактивных отходов, боксов для твердых радиоактивных отходов и шкафов для малоактивных отходов.
В это время на стапеле завода шло формирование корпуса, погрузка и монтаж оборудования энергетической установки и общесудовых систем ледокола. 4 декабря 2020 года начались работы по монтажу центрального отсека, где будет размещена реакторная установка «РИТМ-200».
2 марта Балтийский завод разместил заявку о закупке рабочих и разъездных маломерных судов для оснащения ледоколов «Якутия» и «Чукотка» на сумму около 100 млн рублей.
В апреле ледоколы «Якутия» и «Чукотка» были застрахованы на сумму 48 миллиардов рублей.
Ко 2 июля была выполнена погрузка резервных дизель-генераторов, предназначенных для обеспечения электропитанием потребителей атомохода в случае срабатывания аварийной защиты реакторной установки. Из 266 секций, предусмотренных проектом, было установлено 76, шёл монтаж трубопроводов общесудовых систем и систем энергетической установки.
22 ноября 2022 года ледокол «Якутия» был спущен на воду.
1 декабря 2024 года ледокол вышел на заводские ходовые испытания, запланированная сдача в эксплуатацию — конец 2024 года.

### Финансы
В контрактах на строительство четвертого и пятого ледоколов серии ЛК-60 «Чукотка» и «Якутия» прописаны обязательства о регистрации в Российском международном регистре судов с нулевым НДС, что определит последующую прибыль.
Впервые в истории договор на строительство ледоколов был заключён по схеме смешанного финансирования, при котором из федерального бюджета выделили 45 %, а остальное выделили «Росатом» и коммерческие банки.

## История службы
28 декабря 2024 года состоялось поднятие государственного флага и передача в эксплуатацию ФГУП «Атомфлот». 27 марта 2025 года глава госкорпорации «Росатом» Алексей Лихачев сообщил, что судно вошло в состав «Атомфлота». 6 апреля 2025 года покинул достроечную набережную Балтийского завода в Санкт-Петербурге и отправился в порт приписки Мурманск, где и пришвартуется в порту в Кольском заливе и начнёт работу на Северном морском пути. На заводе уточнили, что ледокол отправлен в эксплуатацию на 40 лет после проведения многомесячных швартовных и ходовых испытаний.